# Hipopótamo-pigmeu
O hipopótamo-pigmeu (nome científico: Choeropsis liberiensis, do grego khoiros, porco; e opsis, parecido com; e liberiensis, relativo a Libéria) é uma espécie de mamífero da família Hippopotamidae, nativo das florestas e pântanos da África Ocidental. É uma das duas espécies viventes da família dos hipopótamos, e a única espécie atual do gênero Choeropsis.
Ao contrário do hipopótamo-comum, é uma espécie mais adaptada ao ambiente terrestre, motivo pelo qual apresenta diversas características morfológicas distintas e mais relacionadas com os habitats florestais em que vive. Devido aos hábitos furtivos e noturnos, pouco se conhece a respeito do comportamento social, reprodutivo e alimentar do hipopótamo-pigmeu.
É uma espécie ameaçada de extinção, sendo considerada em perigo pela União Internacional para a Conservação da Natureza e dos Recursos Naturais (IUCN). Sua área de distribuição diminuiu drasticamente nos últimos trinta anos, principalmente pelo desmatamento, que fragmentou as populações. A guerra civil na região também influenciou negativamente as populações de hipopótamos, principalmente na Libéria.
Duas subespécies são conhecidas, cujas populações estão separadas, por cerca de 1800 km, pelo Corredor de Daomé. A subespécie nigeriana encontra-se possivelmente extinta, sendo registrada somente por alguns crânios coletados na década de 1940 pelo explorador colonial britânico I. R. P. Heslop.

## Distribuição e habitat
O hipopótamo-pigmeu é endêmico da África Ocidental, sendo registrado na Serra Leoa, Guiné, Costa do Marfim, Libéria e Nigéria. Um registro do rio Corubal na Guiné-Bissau feito por Cristino (1958), que sustentou ter atirado em um indivíduo, é quase certamente um espécime jovem de hipopótamo-comum. É uma espécie florestal, preferindo as matas densas próximas a cursos d'água, mas que também pode ser encontrada em matas ciliares que se estendem aos bosques transicionais e ao sul da savana da Guiné.[carece de fontes?]
A área original de distribuição do hipopótamo-pigmeu não difere significativamente da atual, apesar de as populações terem se fragmentado e desaparecido de algumas regiões. As maiores populações da espécie são encontradas na Libéria, onde é registrada nos condados de Grand Cape Mount, Lofa, Grand Bassa, Nimba, Grand Gedeh, Sinoe, Grand Kru e Maryland. As populações estão dispersas em diversas áreas florestais no interior do país, como o Parque Nacional de Sapo, Floresta de Cestos-Senkwehn, Floresta Nacional Krahn-Bassa, Floresta Nacional Gibi, Floresta Nacional Grebo e em diversas áreas no condado de Grand Kru. Não há informações sobre as populações do noroeste do país, que pode abrigar um substancial número de hipopótamos. Estudos sobre essas populações, contudo, têm sido complicados por causa dos conflitos civis no país, tais como a Primeira e a Segunda Guerra Civil da Libéria.[carece de fontes?]

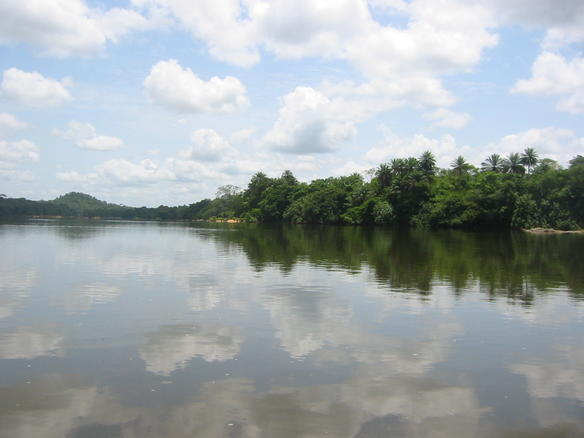
Ilha Tiwai, na Serra Leoa, onde pode ser encontrada uma pequena população de hipopótamos-pigmeus

Na Serra Leoa populações remanescentes podem ser encontradas na região da Floresta de Gola na fronteira com a Libéria, na ilha Tiwai, localizada no rio Moa e nas Montanhas Loma. Outras populações reportadas na década de 1960 estão agora presumivelmente extintas.
A Guiné contém fragmentos populacionais de hipopótamos-pigmeus ao longo das fronteiras com a Libéria e a Costa do Marfim, na Reserva de Ziama. Evidências também sugerem uma população pequena na Reserva Florestal Diécké, ao sudoeste de Ziama. A Floresta Déré, onde era reportada a existência de animais, encontra-se atualmente degradada e com muitas áreas convertidas para a agricultura.
A Costa do Marfim perdeu grande parte de sua cobertura florestal, e a população de hipopótamos tornou-se fragmentada, podendo ser encontrada principalmente na fronteira com a Libéria, na região de Fresco, no Parque Nacional de Taï, e possivelmente na Reserva Florestal Cavally, Reserva Natural do Monte Nimba, Reserva Florestal N'Zo, Floresta Taipleu, Lagoa Tatigbo e ao longo dos rios Gagbe, Bolo e Niouniourou.
Na Nigéria, os hipopótamos-pigmeus são conhecidos do Delta do Níger a leste, até as proximidades do rio Cross. Essa população está isolada em mais de 1800 quilômetros a leste, da outra população, do outro lado do Corredor de Daomé.

## Características
| Ficha técnica      |                        |
| Altura             | 75 – 83 cm             |
| Comprimento        | 150 – 177 cm           |
| Cauda              | 15 cm                  |
| Peso               | 180 – 275 kg           |
| Tamanho de ninhada | 1                      |
| Desmame            | 6 - 8 meses            |
| Maturidade sexual  | 4 - 5 anos             |
| Gestação           | 192 - 210 dias         |
| Longevidade        | 43 anos (em cativeiro) |

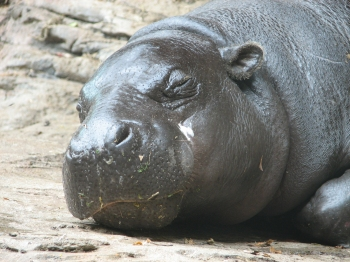
Hipopótamo-pigmeu no Zoológico Louisvile, detalhe para a anatomia facial

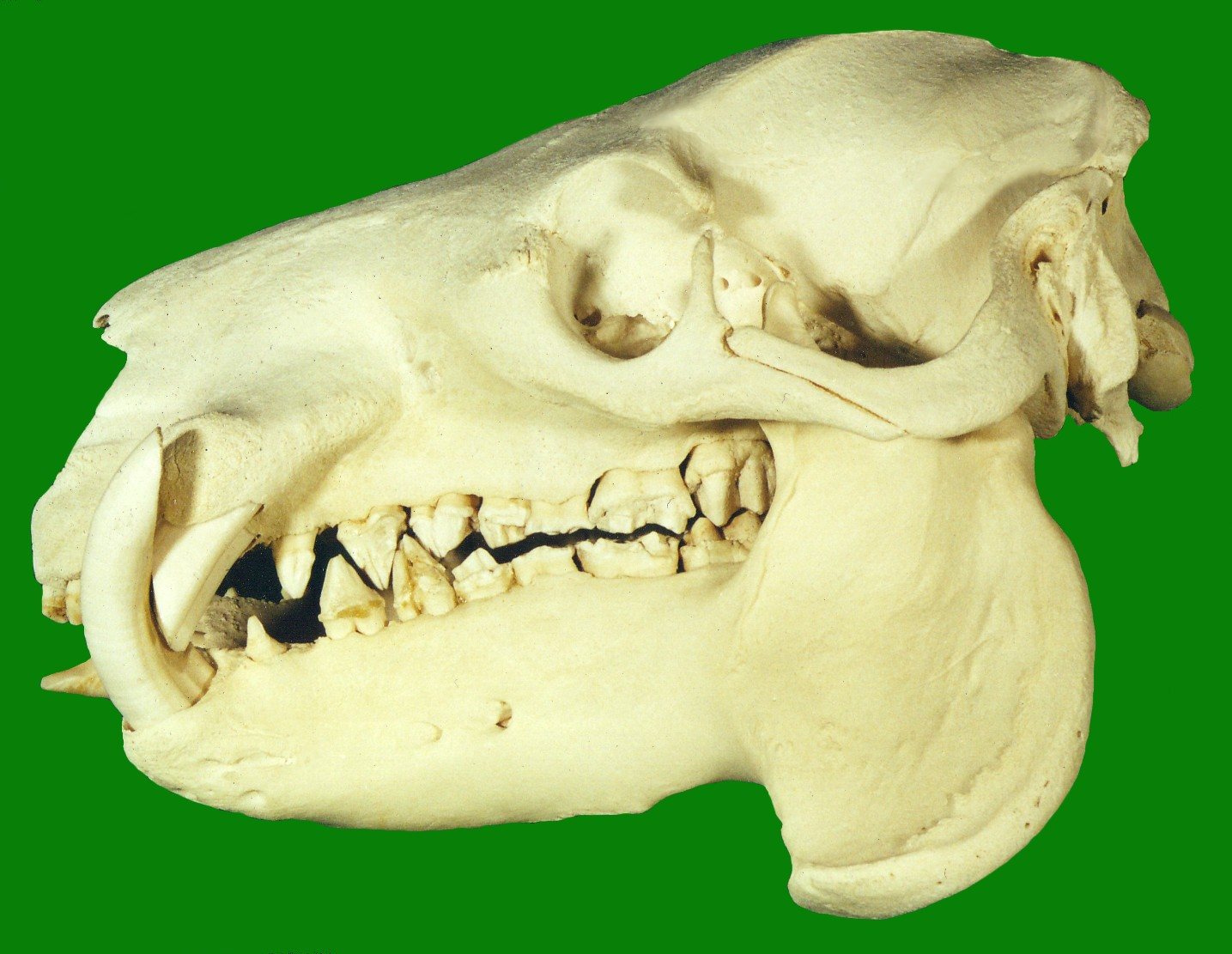
Crânio de um hipopótamo-pigmeu.

O hipopótamo-pigmeu só tem a metade da altura e pesa menos de um quarto do que seu primo o hipopótamo-comum (Hippopotamus amphibius). O corpo quase não possui pelos, com exceção de algumas cerdas nos lábios e na cauda. Sua coloração é preto-esverdeada no dorso e cinzenta nos flancos, e o ventre varia de cinza-claro ao verde-amarelado. Os machos tendem a ser ligeiramente maiores que as fêmeas.
Hipopótamos-pigmeus compartilham a mesmo formato geral dos hipopótamos, um esqueleto graviportal com quatro pernas curtas apoiando uma armação corpulenta, e superficialmente parecem miniaturas do hipopótamo-comum, mas há diferenças estruturais notáveis entre eles. A cabeça é proporcionalmente menor e arredondada e não tão larga ou achatada, e os olhos são menos protuberantes e estão localizados lateralmente na cabeça. As narinas são largas e quase circulares, e os dedos estão bem separados e com garras afiadas. Os membros e o pescoço são relativamente mais longos e o dorso é inclinado para frente ao invés de ser paralelo com o solo, como no hipopótamo-comum. Muitas dessas adaptações estão relacionadas aos hábitos mais "terrestres" dos hipopótamos-pigmeus. Em adição, o gênero Choeropsis geralmente tem um único par de incisivos inferiores, quando comparado com o Hippopotamus que tem dois ou três pares. A fórmula dentária é: {\displaystyle {\tfrac {2.1.3.3}{1.1.2.2}}\times 2=34}. As fêmeas possuem um par de mamas.
A sua pele é muito semelhante à do hipopótamo-comum, e apresentam o mesmo suor excepcional, que dá uma cor rosada ao corpo, e que muitas vezes é descrito como "suor de sangue", embora a substância secretada não seja nem suor nem sangue. Acredita-se que a substância, altamente alcalina, tenha função antisséptica e de proteção contra os raios solares, visto que a pele do hipopótamo resseca e racha facilmente à exposição solar.[carece de fontes?]

## Hábitos

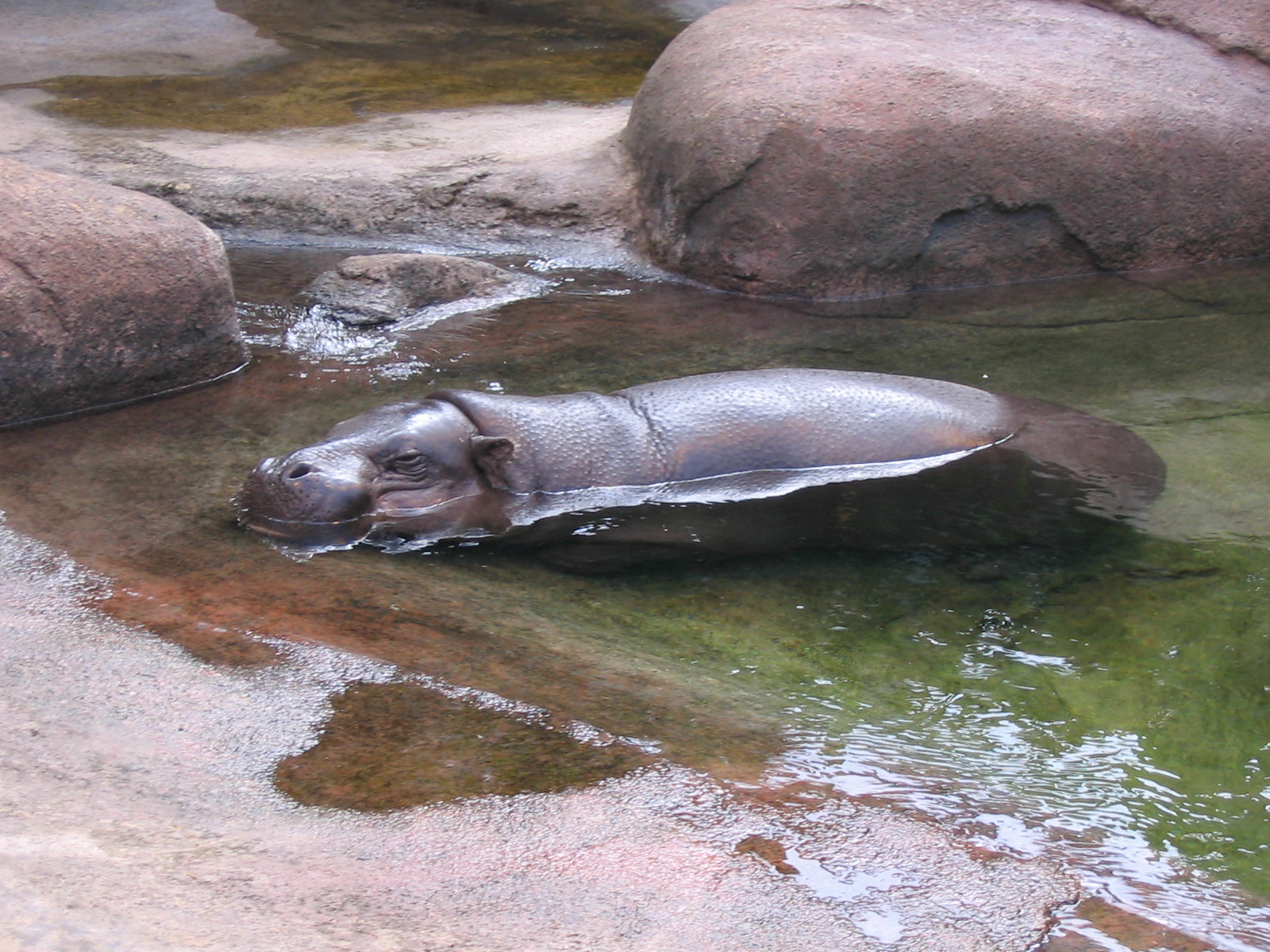
Hipopótamo-pigmeu descansando na água, Zoológico de Aalborg

A maior parte do seu comportamento é semelhante ao da anta, embora isto seja um efeito da evolução convergente. O comportamento do hipopótamo-pigmeu diferencia-se do hipopótamo-comum de muitos modos. Enquanto o hipopótamo-comum é gregário, o pigmeu vive solitário ou em pequenos grupos, tipicamente aos pares ou então uma fêmea e seu filhote.[carece de fontes?]
O hipopótamo-pigmeu é um animal noturno, passando os dias descansando nos remansos, poças de lama e riachos. Alguns podem utilizar cavidades ou túneis escavados por outros animais ao longo das margens do rios. Ao anoitecer sai da água, e utiliza suas trilhas e caminhos abertos na densa floresta para procurar alimento. Estas trilhas são demarcadas através das fezes, que são espalhadas por movimentos vigorosos da cauda, e pelo ato de esfregar o corpo em troncos. Esse ato de demarcação das trilhas implica que o hipopótamo-pigmeu pode ser, ao menos, parcialmente territorialista. Estudos de campo estimaram que machos tem um território de 1,85 km², enquanto que o da fêmea é de 0,4 a 0,6 km².
Devido aos seus hábitos furtivos, o hipopótamo-pigmeu raramente é visto pela população local. Os efeitos dos predadores na população da espécie são desconhecidos, sendo o leopardo o único predador natural capaz de atacar o hipopótamo.

## Hábitos alimentares e dieta
Os hipopótamos-pigmeus são estritamente herbívoros, alimentando-se principalmente de brotos, folhas-largas e frutos que encontram no chão da floresta. Eles não comem a vegetação aquática e raramente alimentam-se de gramíneas, visto que estas dificilmente crescem em florestas densas.[carece de fontes?]
Assim, como seu primo, o hipopótamo-pigmeu alimenta-se durante o crepúsculo e a noite, seguindo trilhas abertas na floresta densa, onde passa aproximadamente seis horas forrageando.

## Reprodução

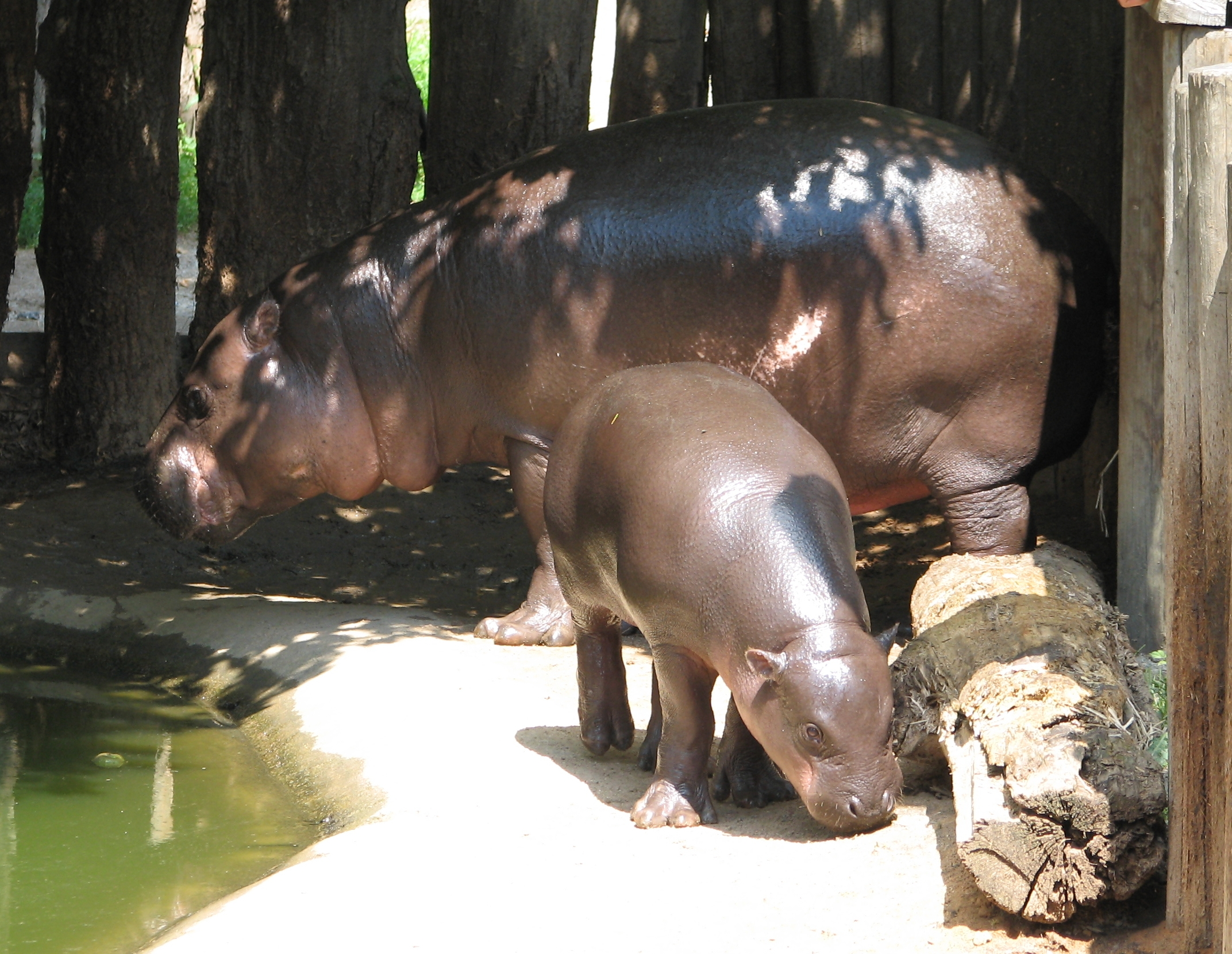
Filhote de hipopótamo-pigmeu, junto a mãe, no Zoológico de Jihlava, República Tcheca.

Um estudo do comportamento reprodutivo na natureza nunca foi conduzido; as condições artificiais do cativeiro podem ser diferentes do comportamento em condições naturais.[carece de fontes?]
O período de gestação para os hipopótamos-pigmeus é de aproximadamente 6,5 meses, mas não há informações sobre uma estação de procriação para a população selvagem. Geralmente, um único filhote é concebido, pesando entre 3,4 a 6,4 quilogramas, os machos geralmente nascem mais pesados. O nascimento de gêmeos é raro, e a incidência é de aproximadamente um em 200. O parto pode ocorrer em qualquer época do ano.[carece de fontes?]
O parto ocorre em terra firme, e não há evidências, nos animais em cativeiro, quanto a construção de um ninho. O desmame ocorre entre seis e oito meses de idade. A maturidade sexual ocorre entre 4 e 5 anos de idade. Entretanto, no zoológico de Basileia, na Suíça, foi registrada uma fêmea que pariu com três anos e três meses de idade.
O ciclo estral dura em média 28 dias, com o estro durando de dois a três dias. Os hipopótamos-pigmeus associam-se em pares no período de acasalamento, mas a duração desse período é desconhecida. A cópula pode ocorrer em terra ou na água, e o par acasala-se de uma a quatro vezes durante o período do estro.[carece de fontes?]

## Classificação
O hipopótamo-pigmeu foi inicialmente descrito por Samuel George Morton (1849) como Hippopotamus liberiensis. Em 1853, Joseph Leidy descreveu o gênero Choeropsis incluindo a espécie liberiensis. Coryndon (1977), baseado na morfologia da área lacrimal, sinonimizou o gênero Choeropsis com o Hexaprotodon, gênero de hipopótamos extintos nativos principalmente da Ásia, apesar das diferenças no número de dentes entre as espécies. Muitos autores, entre eles Peter Grubb (1993; 2005) e Oliver (1995), seguiram as conclusões de Coryndon. Entretanto, Boisserie (2005), após exame completo da filogenia da família Hippopotamidae, constatou que o hipopótamo-pigmeu pertence a um gênero próprio, restituindo-o ao Choeropsis. Apesar das mudanças na nomenclatura, o hipopótamo-pigmeu é a única espécie atual de seu gênero.
Uma espécie muito próxima foi o Hipopótamo-pigmeu-de-madagascar (Choeropsis madagascariensis), extinto durante os últimos 500 anos, do mesmo tamanho e com o mesmo tipo de comportamento terrestre, habitando as terras altas e florestais, ao invés dos rios e espaços abertos.

### Subespécies
Duas subespécies de hipopótamo-pigmeu são descritas:
- Choeropsis liberiensis heslopi Corbet, 1969
- Choeropsis liberiensis liberiensis (Morton, 1849)

A subespécie nigeriana do hipopótamo-pimeu (heslopi) nunca chegou a ser estudada no estado selvagem e nunca foi capturado nenhum exemplar. Toda a pesquisa foi efetuada em espécimes da subespécie liberiensis, e todos os animais existentes em jardins zoológicos também são desta subespécie.[carece de fontes?]

#### Subespécie nigeriana
O hipopótamo-pigmeu da Nigéria ocupava uma área no delta do Rio Níger, especialmente numa região próxima de Port Harcourt, mas não existem relatos fiáveis sobre sua existência. Os primeiros espécimes conhecidos, alguns crânios coletados pelo explorador colonial britânico I. R. P. Heslop nas províncias de Owerri e Warri, foram enviados ao Museu de História Natural de Londres, por volta de 1940.
No entanto, estes espécimes não foram sujeitos a avaliação taxonômica até 1969, quando G. B. Corbet classificou os crânios como sendo uma subespécie separada, baseado em variações consistentes nas proporções dos crânios. O nome da subespécie deriva de I. R. P. Heslop, que afirmava, em 1945, ter abatido um hipopótamo-pigmeu na região do delta do Rio Níger e ter colecionado vários crânios. Ele estimou que talvez não existissem mais de trinta hipopótamos-pigmeus naquela região.
A subespécie foi separada por uma extensão de 1800 km e pelo Corredor de Daomé, uma região desértica que divide as regiões florestais da África Ocidental. Os hipopótamos-pigmeus da Nigéria foram avistados ou mortos no estado de Rivers, no estado de Imo e no estado de Bayelsa. Apesar de algumas populações locais terem um conhecimentos acerca da anterior existência da espécie, a sua história na região é pouco documentada.

## Conservação

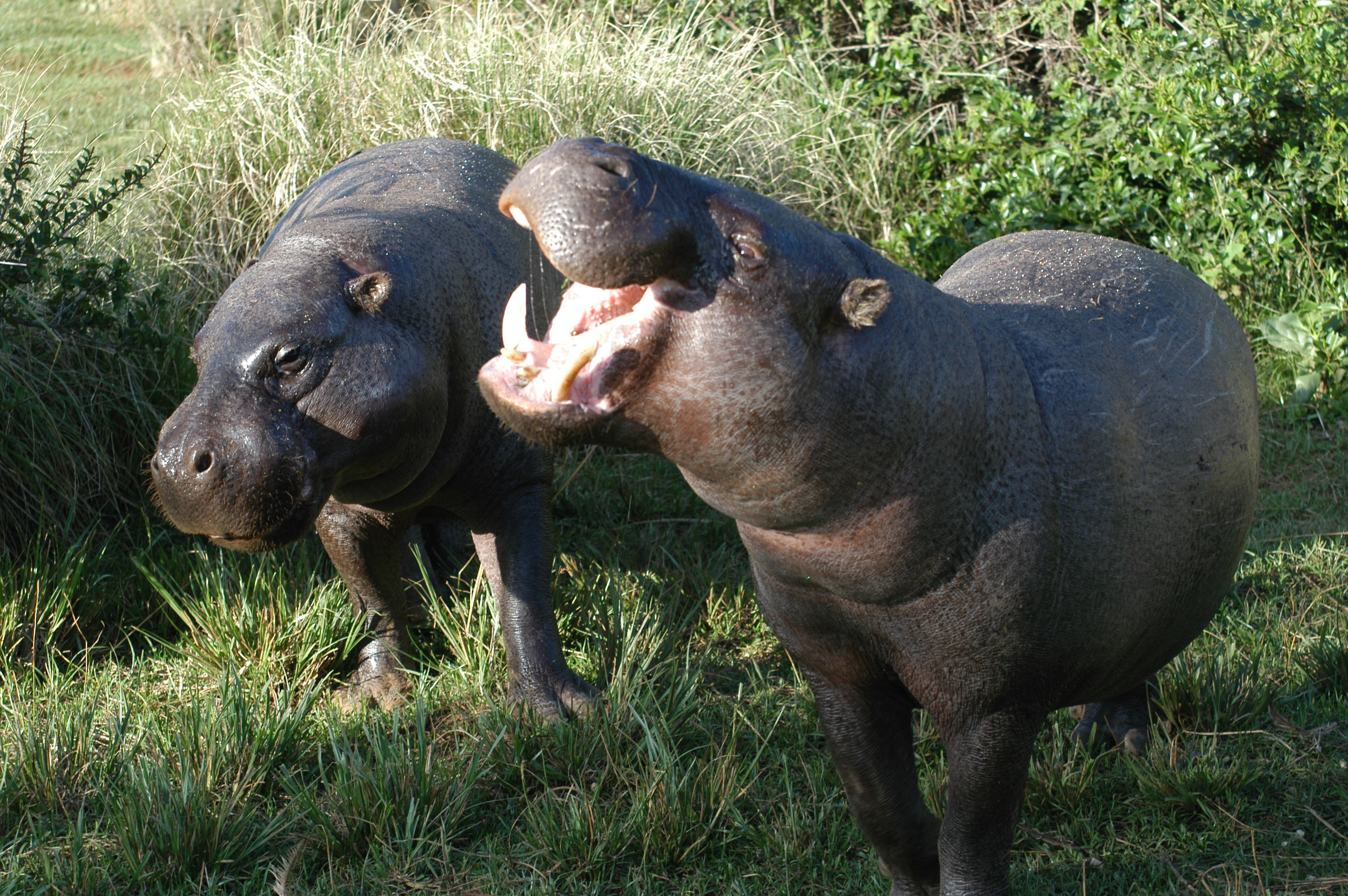
Par de hipopótamos-pigmeus na Reserva da Vida Selvagem Monte Quênia

O hipopótamo-pigmeu é classificado pela IUCN como em perigo de extinção, e na CITES aparece no Appendix II.
O Plano de Ação da IUCN de 1993 calculou uma população entre 2000 e 3000 hipopótamos-pigmeus na selva, a maioria na Libéria. A menor população está em Serra Leoa, estimada, em 1993, em apenas cerca de 100 animais. Devido às condições deterioradas na Libéria, a Lista Vermelha da IUCN prevê que em 2006 estes números possam mostrar um provável declínio, particularmente devido à perda de habitat.[carece de fontes?]
A maior ameaça à população remanescente de hipopótamos-pigmeus é a perda de habitat. As florestas nas quais os hipopótamos vivem estão sujeitas ao desmatamento, à ocupação para habitação e a agricultura, com mínimos esforços para tornar sustentável a retirada da madeira. Devido à redução das florestas, as populações ficaram mais fragmentadas, o que conduz à perda da diversidade genética no potencial grupo de reprodutores.
Por causa de seu estilo de vida recluso, não é alvo de caçadores de subsistência, apesar de outros caçadores os capturarem oportunisticamente. Alguns dizem que sua carne é de excelente qualidade, como a de um javali. Ao contrário do hipopótamo-comum, os dentes dos pigmeus não têm valor comercial. Os efeitos da guerra civil, no oeste africano, nos hipopótamos-pigmeus são desconhecidos, mas improvavelmente positivos.
O C. liberiensis foi classificado como uma das dez "espécies de foco" em 2007 pelo projeto EDGE Species. O EDGE classificou espécies que são evolucionariamente distintas e que precisam de maior proteção para prevenir sua extinção.[carece de fontes?]
Apesar de ameaçado na selva, o hipopótamo-pigmeu se reproduz e vive muito bem em zoológicos. Entre 1970 e 1991, a população de hipopótamos-pigmeus nascida em cativeiro mais que dobrou. A sobrevivência das espécies nos zôológicos é mais certa do que na floresta. Em cativeiro, o hipopótamo-pigmeu vive entre 42-55 anos, mais do que na selva. Desde 1919, só 41% dos hipopótamos-pigmeus nascidos em zoológicos eram machos.

## Aspectos culturais

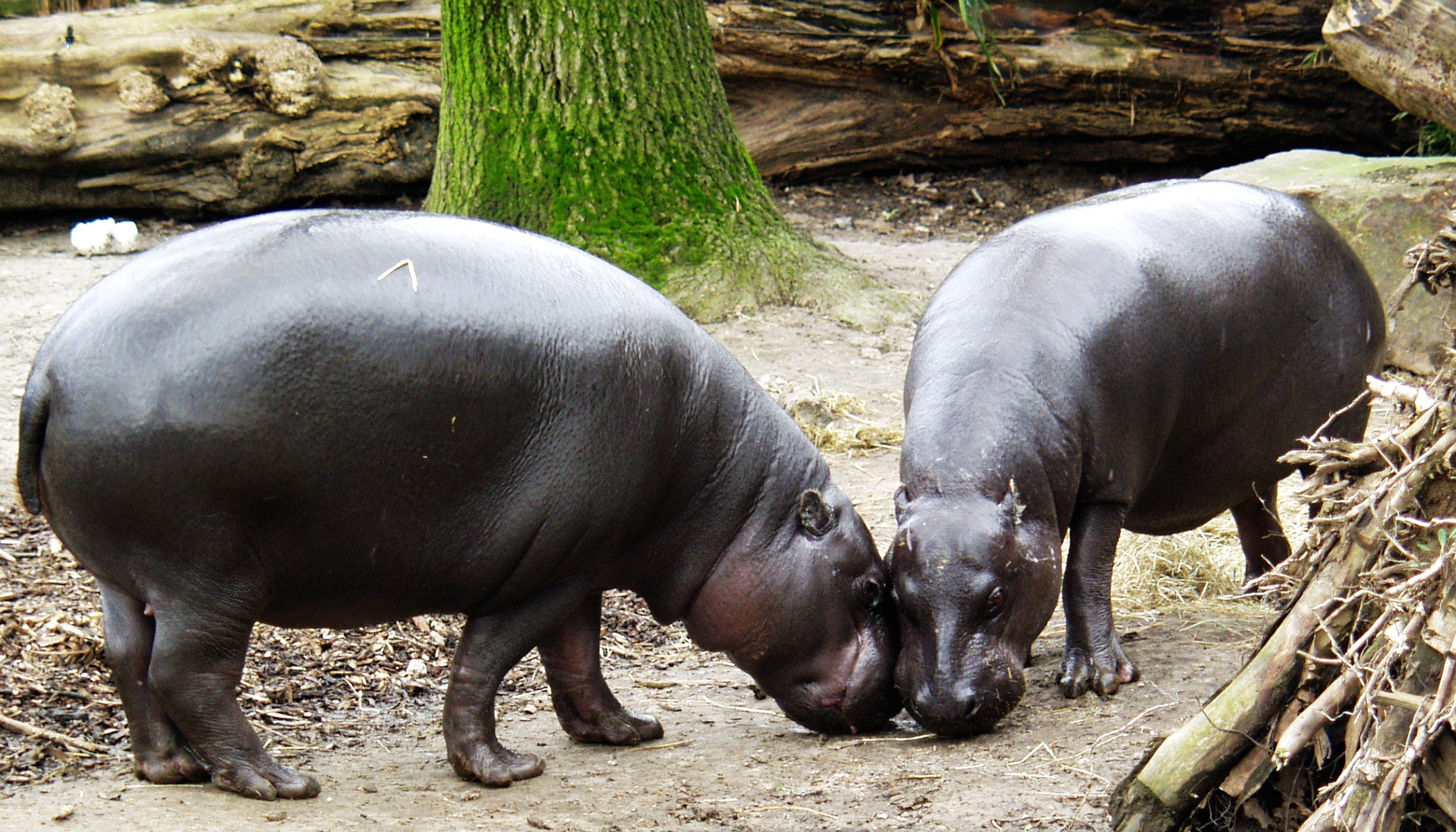
Hipopótamos-pigmeus no Zoológico de Duisburg, Alemanha.

Enquanto o hipopótamo-comum já era conhecido pelos europeus desde a Antiguidade Clássica, o hipopótamo-pigmeu ainda era desconhecido fora das suas áreas de distribuição na África Ocidental até ao século XIX. Devido aos seus hábitos noturnos e florestais, eram pouco conhecidos mesmo dentro da suas áreas de distribuição. Na Libéria, o animal era tradicionalmente conhecido como vaca da água (em inglês, water cow).
Os primeiros relatos acerca desde animal identificaram-no erroneamente como um javali selvagem. Alguns crânios da espécie foram levados para o cientista Samuel G. Morton, durante a sua permanência em Monróvia, na Libéria. Morton descreveu pela primeira vez a espécie em 1843. Os primeiros exemplares completos foram recolhidos durante uma investigação completa sobre a fauna liberiana, durante as décadas de 1870 e 1880, pelo Dr. Johann Büttikofer. Os espécimes foram levados para o Museu de História Natural de Leiden, nos Países Baixos.
Em 1873, pela primeira vez, um hipopótamo-pigmeu foi levado para a Europa, depois de ter sido capturado em Serra Leoa por um membro do British Colonial Service, mas morreu pouco tempo depois da sua chegada. Os hipopótamos-pigmeus foram introduzidos com sucesso na Europa em 1911. Foram primeiramente transportados para a Alemanha e depois para o Zoológico de Bronx, em Nova Iorque, onde também prosperaram.
Em 1927, Harvey Firestone, da empresa Firestone, presenteou o Presidente dos Estados Unidos da América, Calvin Coolidge, com um exemplar de hipopótamo-pigmeu, chamado de "Billy". Coolidge doou o animal ao Smithsonian National Zoological Park e de acordo com este parque zoológico, é o ancestral da maioria dos hipopótamos-pigmeus existentes nos Estados Unidos hoje em dia.
Vários contos tradicionais sobre o hipopótamo-pigmeu foram já recolhidos. Um deles conta que os hipopótamos-pigmeus levam consigo, dentro da boca, um diamante brilhante que os auxilia nas suas viagens noturnas através das densas florestas; de dia, os hipopótamos-pigmeus possuem um lugar secreto onde escondem os diamantes, mas se forem capturados durante a noite, os diamantes podem ser obtidos. Habitantes das aldeias por vezes acreditam que os hipopótamos bebês não são amamentados, mas, em vez disso, lambem a pele da sua progenitora.